# Grünalmkogel
De Grünalmkogel is een berg in de deelstaat Opper-Oostenrijk, Oostenrijk. De berg heeft een hoogte van 1.862 meter.
De Grünalmkogel is onderdeel van het Höllengebergte.